# Auchenisa sanguinicollis
Auchenisa sanguinicollis är en fjärilsart som beskrevs av A.Schultze 1931. Auchenisa sanguinicollis ingår i släktet Auchenisa och familjen nattflyn. Inga underarter finns listade i Catalogue of Life.